# Blodiga söndagen (1972)
För andra betydelser, se Den blodiga söndagen.
Blodiga söndagen (engelska: Bloody Sunday, iriska: Domhnach na Fola) var en incident den 30 januari 1972, då många katoliker i Nordirland protesterade mot den brittiska politiken, varvid 13 civila demonstranter (män och pojkar) sköts ihjäl av brittiska soldater, och ytterligare 13 skottskadades.

## Inledning
Free Derry var ett område som omfattade delar av staden Londonderry. Det var ett katolskt område som brittisk polis och militär från 1969 inte längre kunde kontrollera. Provisoriska IRA utförde i området kontinuerligt attacker mot de brittiska myndigheterna, och polisstyrkan Royal Ulster Constabulary och Brittiska armén var hårt ansatta i området. Redan innan Free Derry utropades hade 13 brittiska soldater blivit dödade av PIRA. I och med slaget om Bogside 1969 tvingades britterna att lämna området och Free Derry grundades. Britterna anlade avspärrningar runt området och dessa avspärrningar blev regelbundet attackerade av ungdomar från fristaden.
De protestanter och katoliker som ville se en fredlig lösning på konflikten och som ville få bort de orättvisa lagar som diskriminerade katoliker bildade medborgarrättsrörelsen Northern Irelands Civil Rights Association. Förebilden var medborgarrättsrörelsen i USA. Denna organisation genomförde flera marscher för demokrati och mänskliga rättigheter, bland annat den i Londonderry den 30 januari 1972.

## Dagens händelser

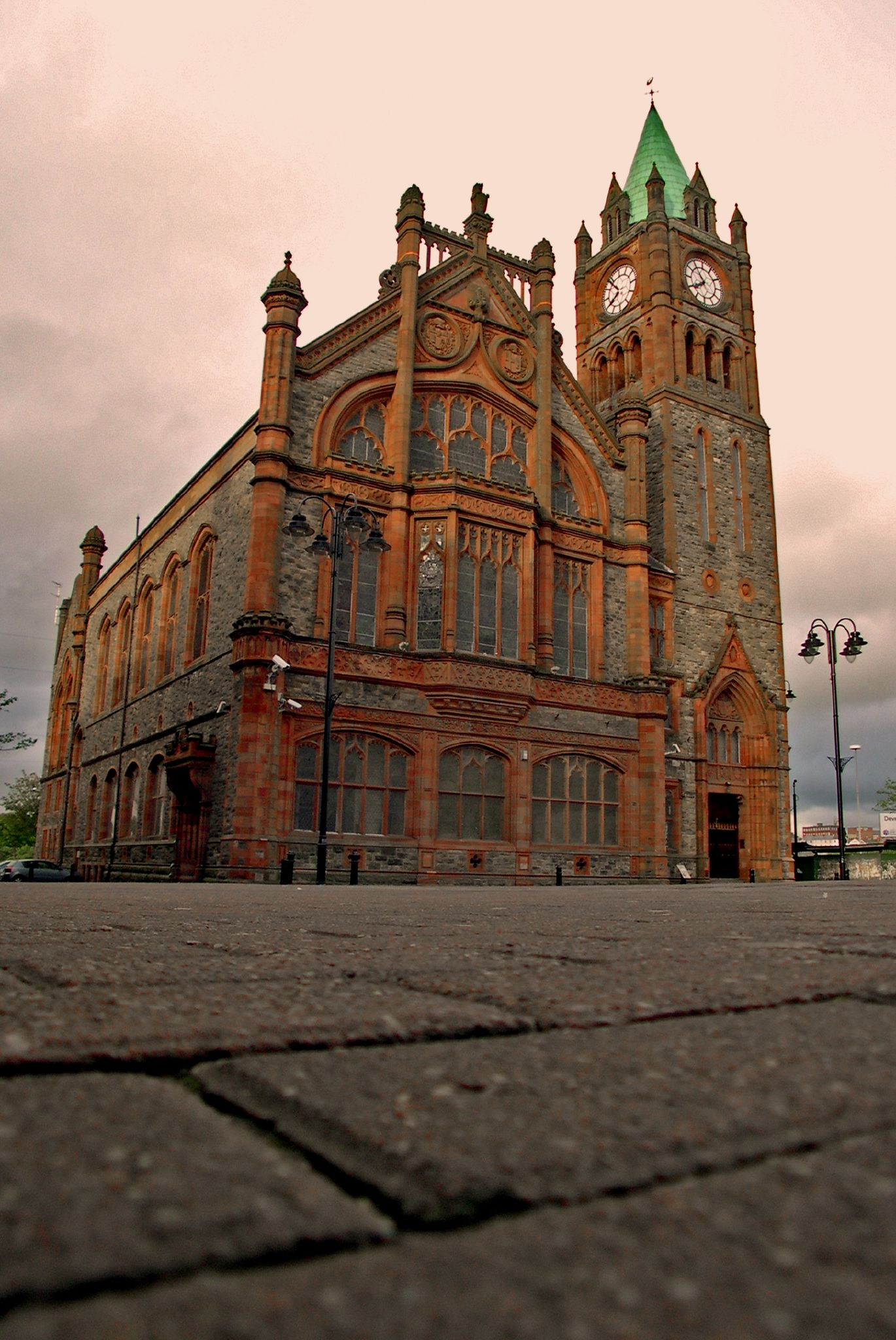
Guildhall i Londonderry.

En omfattande rapport - Savillerapporten - om händelserna under dagen lades fram i juni 2010. 
Mellan 3 000 och 5 000 människor deltog i marschen. Inklusive alla åskådare omfattade marschen till slut 15 000 personer, däribland mediefolk från hela världen.
Meningen var att marschen skulle gå till Derry Guildhall i centrum, men på grund av polisens avspärrningar var detta inte möjligt. Då vände demonstranterna och gick istället till Free Derry Corner. En samling ungdomar lämnade demonstrationståget och attackerade brittisk militär och polis med stenar och glåpord. Polisen svarade med vattenkanoner, gummikulor och tårgas. Ungdomarna fick då hjälp av uppretade katoliker som ansåg att polisen använde väl grovt våld mot dessa ungdomar. Stämningen var spänd.
Militären öppnade då eld och två människor skadades på William Street. Den ene, John Johnston (59 år), dog fyra månader senare av sina skador. Skottlossningen gjorde att folk försökte fly, varvid de militära trupperna som dittills hållit sig i bakgrunden fick order att arrestera stenkastarna. De medgavs även att få använda skarp ammunition, eftersom ledningen missförstått läget och uppfattade det som att trupperna på William Street befann sig i regelrätt eldstrid med IRA. Trupp avancerade mot Chamberlain Street och människorna där flydde in i Free Derry, det katolskt kontrollerade område där IRA:s trupper fanns.

## Offer
- Jackie Duddy (17 år) blev skottlossningens första offer. Han blev träffad i magen då han försökte fly undan beskjutningen. Prästen Edward Daly visar vit flagga, och med hjälp av några andra män bär han den dödligt sårade Jackie i skydd undan larmet. Trupperna pressade tillbaka ungdomarna men hade nu nått det fredliga tåget längre ner på gatan vid Rossville Flats. Major Ted Loden gav order att skjuta in i folkmassan.
- Patrick Joseph Doherty (31 år) blev skjuten i ryggen då han försökte krypa i säkerhet.
- Bernard McGuigan (41 år) blev skjuten i ryggen då han försökte hjälpa Donaghy trots att han hade visat vit flagg för soldaterna.
- Hugh Pious Gilmour (17 år) blev skjuten i magen då han flydde från soldaterna. Vittnen och foton från journalister visade att han var obeväpnad.
- Kevin McElhinney (17 år) blev skjuten i ryggen då han försökte fly från soldaterna. Vittnen sade, att han var obeväpnad.
- Michael G. Kelly (17 år) blev skjuten i magen då han stod på barrikaden och kastade sten på soldaterna. Vittnen uppgav att han inte hade skjutvapen på sig.
- John Pius Young (17 år) blev skjuten i huvudet då han stod på barrikaden och kastade sten på soldaterna. Vittnen uppgav att han inte hade skjutvapen på sig.
- William Noel Nash (19 år) blev skjuten i magen då han försökte hjälpa de skjutna på barrikaden. Vittnen uppgav att han var obeväpnad.
- Michael M. McDaid (20 år) blev skjuten i ansiktet då han lugnt gående lämnade platsen. Troligen blev han skjuten av någon av soldaterna uppe på stadsmuren.
- James Joseph Wray (22 år). Blev först skadeskjuten, när han försökte fly undan skottlossningen och därefter skjuten igen, nu till döds.
- Gerald Donaghy (17 år) sökte skydd mellan Glenfada Park och Abbey Park och blev skjuten i magen.
- Gerald (James) McKinney (34) blev skjuten i magen då han höll upp händerna och skrek "Skjut inte, skjut inte!"
- William A. McKinney (27) blev skjuten i ryggen, då han skulle hjälpa Gerald.

Flera av de omkomna och skadade drabbades då de försökte bära in döda och sårade i trapphusen på gatan. "Eld upphör" beordrades och militären genomförde massarresteringar i området. Polisen fann inga vapen, vare sig på William Street eller på Chamberlain Street.
På kvällen samma dag stod det klart att händelsen krävt 13 döda och 13 skadade civila. Inga poliser eller militärer fanns bland dessa.
Samma kväll höll medborgarrättsrörelsen en presskonferens i Free Derry, där man sade att den brittiska regeringen i och med detta slutgiltigt hade dödat den fredliga proteströrelsen. Vinnarna denna dag var IRA. Samma kväll anslöt sig nu unga män till IRA runt om i hela Nordirland. Händelsen brukar kallas för Nordirlands Sharpeville och Amritsar.
Militären utlyste en presskonferens och hävdade vid denna att IRA:s trupper hade gömt sig bland de fredliga demonstranterna,  att soldaterna agerade i självförsvar och att det var IRA som bar skulden. IRA var mycket obenägna att tala om var deras krypskyttar fanns utposterade, eftersom man i så fall riskerade att utsätta dessa män för livsfara. Martin McGuinness, som hade haft näst högsta befälet i Provisoriska IRA i Derry 1972, sade att det inte fanns några IRA-trupper eller vapen på demonstrationen då han förhördes om PIRA:s roll i händelserna 2001.

## Följder

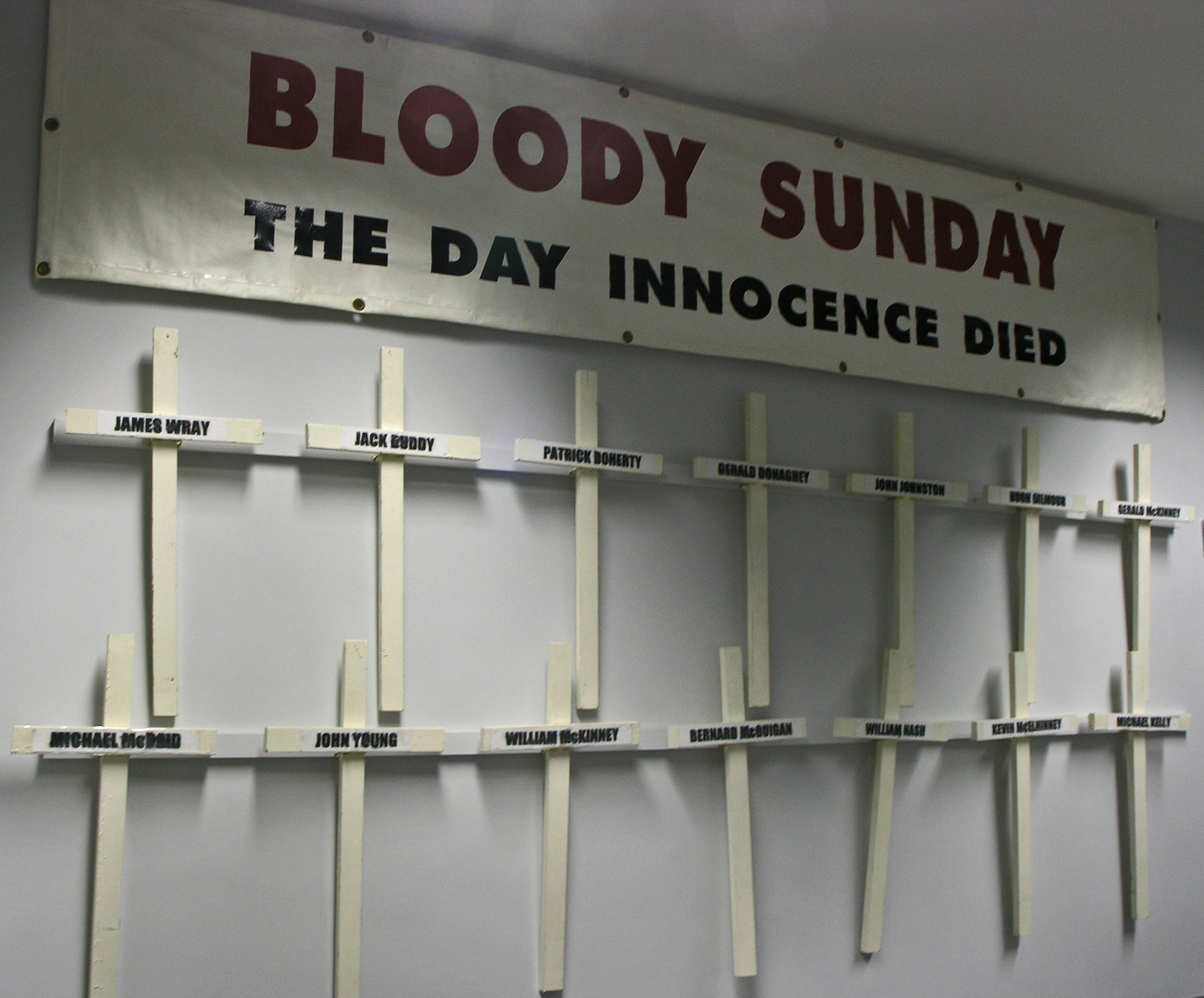
Vid en minnesmarsch i Derry 2007 på årsdagen av massakern bar släktingar till offren kors och banderoller.

Storbritanniens ambassad i Dublin blev nerbränd dagen efter, och regeringen i London fick mycket kritik både internationellt och från sina egna landsmän. Nu först inleddes på allvar ansträngningar att finna en lösning på konflikten.
Innan den blodiga söndagen, hade åtskilliga människor sett militär och polis såsom varande neutrala parter som endast ville få bort paramilitära grupper på båda sidor. Efter denna dag tappade emellertid majoriteten av katolikerna allt förtroende för polis och militär, vilka efter detta inte ens vågade gå in i de katolska områdena.
Från första början var Londons ställning i frågan att soldaterna verkligen hade sett vapen bland demonstranterna. Detta framkom i Chief Justices utredning. Den gången hette innehavaren av denna befattning Lord Widgery. Två år senare, 1974, erkände Storbritannien inför FN att de som dödades vid detta tillfälle var oskyldiga, och man lät resa ett monument för att hedra minnet av dem. År 1998 beslutade Storbritanniens premiärminister Tony Blair att en ny undersökning av denna händelse skulle tillsättas, för att om möjligt kunna ta död på de konspirationsteorier som uppstått på grund av brister i den första utredningen.
Undersökningskommissionens arbete skulle presenteras i mars 2010, men publiceringen sköts upp till efter parlamentsvalet 2010. Den publicerades i mitten av juni 2010. Kommissionen bestod av en panel av tre domare ledda av Lord Saville of Newdigate och rapporten kom därmed att kallas Savillerapporten. Rapporten är den dyraste offentliga rapport som har tagits fram i Storbritannien; den har kostat nära 200 miljoner pund. Intervjuer har gjorts med 2 500 personer som var med (polis, militär, sjukvårdspersonal, demonstranter, åskådare och journalister). I slutrapporten slås det fast att skulden till massakern faller på de brittiska militärerna och att demonstranterna var utan skuld.
Till följd av Savillerapporten uttalade sig premiärminister David Cameron i det brittiska parlamentet och sade att den brittiska arméns handlande på blodiga söndagen var oförsvarligt. Han sade att han var mycket ledsen över händelsen.
Nordirlands åklagarmyndighet meddelade 14 mars 2019 att den brittiske ”soldat F” åtalas för morden på James Wray och William McKinney i Derry. Den före detta soldaten åtalas också för försök till mord på ytterligare fyra personer. Han är idag i sjuttioårsåldern. Totalt misstänktes 19 personer för dödsskjutningarna, men de övriga saknades tillräckligt med bevis för en fällande dom. Storbritanniens försvarsminister Gavin Williamson meddelade att den brittiska regeringen erbjuder fullt lagligt stöd till den åtalade, vilket bland annat innebär att staten kommer betala hans rättegångskostnader.

## Film
År 2002 kom filmen Bloody Sunday med James Nesbitt i huvudrollen. Filmen bygger på vittnesuppgifter från människor som själva var med den dagen.

## Musik
Ett flertal band och artister har skrivit låtar angående denna händelse, exempelvis:
- John Lennon: Sunday Bloody Sunday
- U2: Sunday, Bloody Sunday
- Paul McCartney: Give Ireland Back to the Irish
- John Lennon: The Luck of the Irish
- Fred Åkerström: Den trettionde i första sjuttitvå
- Gentleman: Bloody Sunday